# Club Deportivo Atlético Tomelloso
El Club Deportivo Atlético Tomelloso es un equipo de fútbol español del municipio de Tomelloso (Ciudad Real). Fue fundado en 2012 y, actualmente, juega en la Primera Autonómica Preferente de Castilla La-Mancha.

## Historia
El club se fundó el 12 de julio de 2012 con un marcado carácter de apoyo a la cantera. La entidad dispone de equipos juveniles que compiten en ligas y campeonatos oficiales y federados.
En la temporada 2014-2015 coincidió con el Tomelloso C.F. cuando ambos jugaban en la Primera División Preferente de Castilla-La Mancha, pero al ser expulsado este de la competición en enero de 2015 por los impagos arbitrales, el Club Deportivo Atlético Tomelloso se convirtió en el club más representativo de Tomelloso.

## Campo de fútbol
El equipo juega como local en el Estadio Municipal Paco Gálvez, con una capacidad para 4.000 espectadores. Fue inaugurado el 12 de septiembre de 1948.

## Datos del club

### Temporadas
| Temporada | Categoría      | Grupo | Posición | J  | G  | E  | P  | GF  | GC | Pts | Observaciones                                                      |
| 2012-13   | 2.ª Autonómica | II    | 3.º/18   | 34 | 23 | 6  | 5  | 101 | 33 | 75  | Ascenso a Primera Autonómica                                       |
| 2013-14   | 1.ª Autonómica | II    | 1.º/16   | 30 | 22 | 5  | 3  | 67  | 24 | 71  | Ascenso a Preferente Autonómica                                    |
| 2014-15   | Preferente     | I     | 4.º/18   | 34 | 20 | 5  | 9  | 86  | 35 | 65  |                                                                    |
| 2015-16   | Preferente     | I     | 1.º/18   | 34 | 26 | 6  | 2  | 97  | 26 | 84  | Ascenso a Tercera División                                         |
| 2016-17   | 3.ª División   | XVIII | 13.º/20  | 38 | 14 | 6  | 18 | 46  | 53 | 48  |                                                                    |
| 2017-18   | 3.ª División   | XVIII | 14.º/20  | 38 | 9  | 16 | 13 | 49  | 54 | 43  |                                                                    |
| 2018-19   | 3.ª División   | XVIII | 18.º/20  | 38 | 10 | 10 | 18 | 39  | 55 | 40  | Descenso a Preferente Autonómica                                   |
| 2019-20   | Preferente     | I     | 7.º/18   | 26 | 10 | 8  | 8  | 27  | 23 | 38  | Permanencia. Finalizada a falta de 8 jornadas a causa del Covid-19 |
| 2020-21   | Preferente     | I     | 4.º/12   | 22 | 11 | 3  | 8  | 36  | 25 | 36  |                                                                    |
| 2021-22   | Preferente     | I     | 2.º/18   | 34 | 19 | 6  | 9  | 50  | 36 | 63  | Ascenso a Tercera División RFEF                                    |
| 2022-23   | 3.ª RFEF       | XVIII | 15.º/16  | 30 | 6  | 7  | 17 | 24  | 54 | 25  |                                                                    |
| 2023-24   | 3.ª RFEF       | XVIII | 17.º/18  | 34 | 5  | 11 | 18 | 24  | 55 | 26  | Descenso a Preferente Autonómica                                   |

- Temporadas en Primera División: 0.
- Temporadas en Segunda División: 0.
- Temporadas en Segunda División B: 0.
- Temporadas en Tercera División: 3.
- Mejor puesto en la liga: 13.º (Tercera División, temporada 2016-17).
- Peor puesto en la liga: 18.º (Tercera División, temporada 2018-19).

## Palmarés

### Campeonatos regionales
- Regional Preferente Castellano-Manchega (1): 2015-16 (Grupo 1).[2]
- Primera Regional Castellano-Manchega (1): 2013-14 (Grupo 2).[3]

### Trofeos amistosos
- Trofeo Ciudad de Tomelloso (5): 2014, 2015, 2016, 2019 y 2023.
- Trofeo de la Uva y el Vino (1): 2014.